# Документи дипломатичного представництва
Докуме́нти дипломати́чного представни́цтва — це документи, що використовуються в щоденній роботі диппредставництва.
Дипломатичне представництво проводить велику роботу по складанню різних документів. Цей вид діяльності регламентується певними нормами і традиціями, а також обов'язковими нормативами, які визначаються відповідними інструкціями, положеннями, наказами, що періодично переглядаються. Специфічною особливістю документів, що готуються в системі МЗС і надходять ззовні, є те, що вони стосуються не тільки установ держави, але й іноземних суб'єктів, розташованих як на території держави, так і за її кордоном. Документи в системі МЗС готуються, як правило, мовою держави, однак з представництвами зарубіжних держав листування ведеться мовою акредитуючої країни або найчастіше — англійською.

## Вимоги до документів
До дипломатичних документів (вербальні і особисті ноти, особисті листи, пам'ятні записки і меморандуми, заяви і комюніке), як і до документів внутрішнього, службового листування (доповідні записки, циркулярні листи, довідки та інформації, тези до бесід і записи бесід тощо) ставляться єдині вимоги: висока грамотність, чіткість викладу, правильне виділення головного змісту; переконлива аргументація, логічна послідовність тощо. Дипломатичні документи не повинні перевантажуватись надмірним фактичним і цифровим матеріалом; якщо вони викликають особливий інтерес, то подаються у вигляді додатків або таблиць. Всі матеріали, які ідуть в додатках, повинні мати посилання на джерело.
Особливо ретельно має готуватись і опрацьовуватись зарубіжна кореспонденція, тому що документи, які направлені іншим державам, виправити практично неможливо, а це означає, що навіть незначні на перший погляд помилки або неточності можуть мати непрогнозовані наслідки. Відомо немало випадків, коли через випадкові або свідомі неточності у документі виникали неприємні казуси та інциденти в міжнародних відносинах. Будь-яка неточність у дипломатичному документі применшує його цінність, а іноді й ставить під сумнів увесь його зміст. Про якісь правки в дипломатичному документі не може бути й мови, а тому у цій справі необхідна ретельна підготовча робота.
Мова дипломатичних документів має бути простою і лаконічною, при цьому надзвичайно рідко допускається вживання порівнянь та епітетів, хоча майстерно підібраний художній образ може підсилити виразність документа. Слово в дипломатичному документі повинно абсолютно точно відповідати своєму смисловому навантаженню. Якщо слово в певному контексті можна трактувати по-різному, його краще замінити на інше.
З іншого боку, не слід вважати, що мова дипломатичних документів — це набір штампів, навпаки — вона повинна впливати на почуття читача і залишати в його пам'яті виразний слід.
Величезне значення при складанні дипломатичного документа має правильність написання імені, прізвища і титулу адресата. Вони повинні точно відповідати записам в офіційних документах. Це особливо стосується складних імен і прізвищ, наприклад арабських, іспанських тощо. При цьому не допускаються жодні, здавалося б, на наш погляд, закономірні скорочення. Наприклад, повний титул нинішнього глави Малайзії звучить так: Його Величність Султан Азлан Шах, Верховний глава Малайзії, Аконг Малайзії, а нинішнього глави держави і уряду Брунею-Даруссалам — Його Величність Султан Сер Муда Хассанал Болкіах Муіззадін Ваддаулах Султан і Глава держави, Прем'єр-міністр Брунея-Даруссалам.
Сьогодні, на щастя, батогами помилок не виправляють, але неохайних у підготовці дипломатичних документів очікують неприємності, які також можуть мати досить серйозні наслідки.
В роботі по підготовці дипломатичних документів велике значення має оперативність. Часто навіть ретельно складений документ втрачає свою вагу і значення, коли він підготовлений із запізненням, і необхідність у ньому практично відпала.
Перекладений з іноземної мови документ необхідно подавати у супроводі оригіналу, а у разі різночитання — мати кілька близьких за змістом до оригіналу варіантів перекладу.
Дипломатичні документи повинні мати і бездоганний зовнішній вигляд. Вони друкуються на папері вищого ґатунку, як правило, формату А4. При написанні чистовика не допускаються підчистки або виправлення, текст має бути красиво відформатованим по всьому аркуші. Печатка повинна стояти в нижній частині документа.
Відомі історичні випадки, коли навіть сам папір документа ніс певне смислове навантаження. Так, в 1915 р. Японія пред´явила Китаю ультиматум — так звану «двадцять одну вимогу», в якому йшлося про грабіжницькі претензії до нього. Президент Китаю Юань Шикай не поспішав з відповіддю. Обурений тактикою китайців посол Японії порадив їм пильніше придивитися до паперу, на якому був надрукований ультиматум. Там чітко проглядались, коли листа піднести до світла, зображені водяними знаками силуети японських військових кораблів. Натяк був більш, ніж прозорим.
Отже, писане слово в дипломатичній практиці може бути і добрим союзником, і злим ворогом. Коли воно вміло підібране, використане своєчасно і до місця, то може допомогти тим, хто вагався, стати на ваш бік, роз'яснити їм вашу позицію, а в кінцевому підсумку — підтримати вас. Грамотно підібрані слова і вирази роблять дипломатичний документ переконливішим, чітким і можуть принести бажані результати. Слід завжди пам'ятати старе, але мудре народне прислів'я: «Слово не горобець, вилетить — не впіймаєш».

## Поділ документів
Дипломатичні документи поділяються на документи внутрішньовідомчого листування та документи дипломатичного листування.

### Документи внутрішньовідомчого листування
Документи внутрішньовідомчого листування — це документи, що стосуються зв'язку закордонних дипломатичних представництв з Центром і включають в себе листування з МЗС та іншими державними, рідше з недержавними, структурами по конкретних проблемах відносин з країною перебування або багатосторонніх міжнародних відносин.
В свою чергу документи внутрішньовідомчого листування умовно можна полічити на документи, що стосуються лише свого відомства, і документи міжвідомчого листування. До документів, які готуються для використання в роботі лише свого відомства належать службова записка і доповідна записка.

### Службова записка
Службова записка — це форма службового документа, яким дипломат інформує керівництво дипломатичної установи про події та факти, які мали місце або відбудуться в найближчому майбутньому і матимуть безпосередній чи опосередкований вплив на діяльність закордонної установи і вносить відповідні пропозиції.

### Доповідна записка
Доповідна записка — форма службового документа, в якому дипломат інформує про виконану роботу чи про ситуацію, що склалася у зв'язку з виконанням дорученого завдання.
Документи дипломатичного представництва для внутрішніх потреб, а також для відправки в Центр можна поділити на такі групи:
- інформаційно-довідкові матеріали;
- звітна документація;
- листування з консульських питань;
- листування з приводу планування роботи та кадрових питань;
- листування з адміністративно-господарських та фінансових питань;
- листування з МЗС та іншими відомствами і установами України стосовно запитів цих установ та окремих громадян.

### Інформаційна довідка
Дипломатичні документи внутрівідомчого характеру диппредставництва за кордоном надзвичайно різноманітні і відображають широку палітру його діяльності. Засадничим таким документом можна вважати Інформаційну довідку про країну перебування, або як її ще називають «довідку по схемі». Довідка про країну перебування містить стислу характеристику її політики, економіки, культури, державного устрою, преси, партій, інформацію про її геополітичне становище, короткі відомості з історії тощо.
У довідці подається інформація з проблем внутрішньополітичної ситуації: дається характеристика правлячим партіям, угрупованням, коаліціям; вказується на стосунки між гілками влади (законодавчою, виконавчою, судовою); визначаються гострі питання поточного моменту, як політичного, так і економічного плану; місце держави в зовнішньополітичній стратегії країни перебування тощо. Розширена довідка (до 20 сторінок) має внутрівідомчий характер і як документ для службового користування стосується обмеженого кола користувачів.
Для широкого використання готується загальна довідка (до 5 сторінок), і в ній даються тільки схематичні відомості, без розкриття специфічних, гострих проблем і оцінок. Ці довідки повинні постійно оновлюватися найновішими, найактивнішими матеріалами. Довідки, як правило, складаються на окремих листах, щоб їх можна було оперативно заміняти, не переробляючи всього документа.
Другим за значенням інформаційним документом, є довідка щодо стану двосторонніх відносин, яка включає розділи про:
- умови і цілі розвитку двосторонніх відносин;
- хронологію контактів між керівниками держав (президентами, головами парламентів, прем'єр-міністрами, міністрами закордонних справ);
- стан договірно-правової бази (документів існуючих і тих, що готуються до підписання);
- стан торговельно-економічного і науково-технічного співробітництва, діяльність міжурядових комісій, змішаних консультативних та робочих груп і т. ін.;
- стан співробітництва в гуманітарній сфері (наука, освіта, культура, охорона здоров'я), а також проблеми національних меншин, специфіку релігійного життя.

Матеріали цієї довідки можуть містити специфічні відомості, що стосуються регіонального співробітництва, проблем стосунків, включаючи історичний аспект.
В цілому ця довідка є оперативним документом і повинна постійно оновлюватися з урахуванням конкретної ситуації.
Під час діяльності дипломатичного представництва готуються й інші тематичні довідки та інформації, які дають оцінку того чи іншого напряму життя і діяльності країни перебування, особливо в контексті можливого розвитку подій та їх впливу на відносини з державою.

### Біографічна довідка
Біографічні довідки про політичних і державних діячів країни перебування містять, як правило, хронологічні дані щодо основних подій в їх житті, службовій кар'єрі, участі у виборних органах. Тут же міститься інформація про вчений ступінь, сімейний стан, володіння мовами, про особисті уподобання та хобі.
В принципі, якихось усталених правил підготовки довідково-інформаційних матеріалів не існує, але для них характерна одна вимога — чіткість, ясність і послідовність викладу, висвітлення всіх найважливіших аспектів проблеми і, що найголовніше, об'єктивність.
В довідці повинні бути викладеними причини виникнення питання, логічний розвиток його вирішення до моменту завершення, з урахуванням часу підготовки документа. Для роботи з матеріалами такого роду використовується як офіційна, так і неофіційна документація країни перебування, матеріали бесід, стенограми виступів державних і політичних діячів, парламентські протоколи, документація громадських організацій і політичних партій. Можуть також використовуватись наукові праці, монографії, дисертації, картографічні матеріали та ін.
При підготовці довідкових матеріалів бажано посилатися на джерела інформації, особливо у тих питаннях, які мають якусь особливу вагу.
Як свідчить власний досвід, дуже корисним буває обговорення окремих тематичних довідок на референтських нарадах або у «вузькому колі», в залежності від специфіки теми, що викладається у довідці.
Одним із найважливіших джерел інформації є спілкування з впливовими людьми країни перебування, а також акредитованими в ній дипломатами. Саме у процесі бесід можна з'ясувати найцікавіші і найтонші питання внутрішньої і зовнішньої політики країни перебування, які у тому чи Іншому плані зачіпають інтереси держави; викласти позицію (оцінку) щодо них. До кожної подібної бесіди необхідно ретельно готуватися, вивіряючи питання, які вас цікавлять, ознайомитися з попередніми матеріалами, накреслити план. Бесіда, як правило, ведеться спокійним тоном, без поспішних висновків і заключень, уникаючи особистих емоцій і надокучливості у процесі отримання бажаної інформації. Відомий французький дипломат кінця XVII — початку XVIII ст. Франсуа де Кольєр з цього приводу писав:
|  | «Хороший дипломат повинен володіти проникливістю, яка допоможе йому розгадувати думки співрозмовника і за найменшими рухами його обличчя судити про його почуття.Дипломат повинен володіти гострим і врівноваженим розумом, вміти добре слухати, бути ввічливим і привітним. Перш за все хороший дипломат повинен мати достатню витримку, щоб придушувати в собі бажання висловитись до того, як сам обдумав, що йому варто сказати». |

Якість підготовки і проведення бесіди, а також її належне занотування свідчить про професійний рівень дипломата.
В закордонних дипломатичних представництвах одним із оперативних інформаційних матеріалів, що готуються прес-аташе, є огляди преси. Огляди матеріалів засобів масової інформації (ЗМІ) бувають трьох видів:
- оперативний, в якому дається Інформація про всі виступи місцевих ЗМІ щодо України, її внутрішньої і зовнішньої політики, відображають ставлення до керівництва держави;

- тематичний, який направляється для використання в територіальних управліннях і висвітлює певну тему публікацій і передач місцевих ЗМІ у певному часовому відрізку;

—"Країна на сторінках і в передачах ЗМІ" — інформаційно-аналітична довідка узагальнювального плану (готується, як правило, не менше двох разів на рік).
Огляди преси повинні бути максимально стислими і відображати найголовніше, що стосується внутрішньої і зовнішньої політики або подій, до яких у даний момент привернута увага міжнародної громадськості.
Особливо важливі і цікаві публікації доцільно перекладати повністю і надсилати за призначенням як до управління інформації, так і до відповідного функціонального або територіального управління.
Окрім огляду преси в кожному дипломатичному представництві повинна вестись хроніка подій, до якої, як правило, включаються найважливіші з цих подій, а також візити, переговори, конференції і симпозіуми; перераховуються основні питання, які на них вирішувались або розглядались. Хроніка, подібно до інших дипломатичних документів, має бути стислою і чіткою.

### Інші інформаційно-довідкові матеріали
До інших інформаційно-довідкових матеріалів належать анотації окремих книг, брошур, переклади статей, записи текстів цікавих теле- або радіопередач, огляди парламентських дебатів, різного роду статистичні дані, які можуть містити актуальні інформаційні матеріали про зовнішню і внутрішню політику країни перебування, її державних, політичних і громадських діячів, про інші події, що так чи інакше мають відношення до країни, впливають на її імідж або відносини з нею.

## Зовнішня документація
Наступним важливим блоком документів, що готуються в кожному дипломатичному представництві, є зовнішня документація, до якої відносяться річний політичний звіт — основний документ про роботу за річний термін, а також піврічні звіти, політичні листи, звіти дипломатів про поїздки по країні перебування, консульські звіти, звіти інших представництв за кордоном.
Річний звіт готується протягом кількох останніх місяців поточного року з метою поглибленого аналізу та осмислення діяльності диппредставництва за звітний період.
Річні звіти глибоко аналізуються у відповідних підрозділах МЗС, виходячи з них можуть готуватися висновки і пропозиції для керівнику держави, парламенту та уряду, міністерств і відомств.
В регіональних управліннях готуються висновки по звітах, які за підписом заступника міністра, що є куратором даного управління, направляються в диппредставництва для обов´язкового обговорення на референтських нарадах. У цих висновках дається оцінка оперативної і довідково-інформаційної роботи представництва; робляться відповідні зауваження по тому чи іншому розділу звіту і, найголовніше, уточнюються конкретні цілі і завдання для персоналу представництва на майбутній рік з урахуванням внесених висновків і пропозицій, а також думки Центру.

### Піврічний звіт
Піврічний звіт складається за аналогічною схемою. В ньому дається оцінка найважливіших політичних і економічних подій за звітний період, їх впливу на стан двосторонніх відносин. У піврічному звіті не подаються матеріали про фінансово-господарську діяльність, про роботу з кадрами. В піврічних звітах пропозиції носять переважно оперативний характер з урахуванням реальної ситуації поточного періоду. Як і річний, піврічний звіт також є результатом колективної діяльності, але більш прикладного характеру.
Політичні листи, чи політичні записки готуються при потребі доповісти Центру про важливі події, які сталися в країні перебування і мали вплив на стан політичної ситуації в ній, а також двосторонніх відносин. В політичному листі є можливість глибоко і всебічно проаналізувати одну чи дві важливі проблеми. Тому політлисти та політзаписки є суттєвим і логічним доповненням річних і піврічних звітів, а інколи можуть і заміняти піврічні звіти.
Готуються також звіти дипломатів (в першу чергу керівного складу) про поїздки по країні перебування, в яких викладається зміст бесід і характер зустрічей, дається оцінка політичної і економічної ситуації в регіонах, робляться висновки і вносяться пропозиції. Ці документи використовуються для підготовки інформаційно-довідкових матеріалів, річних і піврічних планів.
Окремі звіти складаються представниками інших відомств (МВС, Держмитслужба, Міноборони), які представлені в посольстві, і ці матеріали також використовуються при складанні звітів про роботу посольства в цілому.

### Звіти за підсумками візитів
Важливими аналітичними документами інформаційно-довідкового характеру є звіти за підсумками візитів глави держави (глави уряду, міністра закордонних справ), в яких стисло відображаються результати візиту, відпрацьовуються рекомендації по розвитку двосторонніх відносин, вносяться пропозиції щодо конкретної і практичної реалізації досягнутих домовленостей.
Звіт за підсумками візиту складається, як правило, з трьох основних частин:
- оцінка вибраної дати і терміну візиту, хронологія зустрічей, загальна оцінка візиту, виходячи з реалізації його концепції;
- ґрунтовний аналіз виконання кожного з розділів візиту: ділової частини, інформаційного та протокольного забезпечення, організаційних заходів;
- висновки і пропозиції щодо активізації двосторонніх відносин і підвищення їх ефективності.

Досить обсяговим в роботі кожного посольства є листування з консульських питань: візової підтримки, громадянства, витребування і легалізації документів громадянського стану, захисту прав громадян тощо.
Диппредставництва ведуть листування з Центром щодо перспективного і поточного планування роботи у розрізі тісної її координації з планами Центру в кадрових питаннях, особливо, що стосується ротації, штатного розпису тощо.
Окремо слід виділити листування між дипломатичним представництвом і Центром з питань адміністративно-господарської та фінансової діяльності (фінансова звітність, проблеми матеріально-технічного забезпечення, нормативні документи).
Багато уваги кожне представництво приділяє листуванню з іншими відомствами і установами по їх запитах, а також по запитах окремих громадян, що стосуються в першу чергу економічних і правових проблем, а також конкретних життєвих потреб громадян.
Вище йшлося про документи внутрішнього користування, тобто такі, що стосуються контактів дипломатичного представництва з Центром (МЗС та іншими відомствами і установами своєї держави).

## Документи зовнішньо-дипломатичного листування
Окремим блоком слід виділити документи зовнішньо-дипломатичного листування, які займають особливе місце в дипломатичній діяльності і стосуються контактів МЗС та його структур з представництвами іноземних держав.
До документів зовнішньо-дипломатичного листування належать:
- особисті (підписні) ноти;
- вербальні ноти;
- пам'ятні записки;
- меморандуми;
- особисті листи неофіційного характеру;
- заяви.

Усі вони різняться між собою як за змістом, так і за технічним оформленням. Деякі з цих документів, зокрема особисті і вербальні ноти, обов'язково містять форми ввічливості, компліменти.

### Особиста нота
Особиста нота надсилається з питань надзвичайно важливого та принципового значення і містить в собі інформацію про подію особливої політичної ваги (наприклад, зміну державного устрою, оформлення домовленості з того чи іншого важливого питання двосторонніх відносин тощо). Посол чи посланник, що вручив вірчі грамоти главі держави перебування, інформує про це своїх колег по дипломатичному корпусу також особистою нотою.
Особиста нота використовується для інформування про тимчасовий чи остаточний від'їзд глави дипломатичного представництва з країни, для представлення тимчасового повіреного у справах, направляється у відповідь на отриману особисту ноту. В останній час, особливо у зв'язку із зростанням кількості дипломатичних представництв в Україні, для передачі такого роду інформації, як правило, застосовуються вербальні ноти.
Особиста нота складається у формі листа, у першій особі від імені того, хто її підписує. Вона друкується на нотному бланку з державним гербом і підписом під ним «Міністерство закордонних справ України» або «Посольство України в (назва країни)». Загальноприйнятий формат ноти — подвійне ліве поле основного тексту.
Особиста нота розпочинається звертанням. Найпоширенішою формою звертання є: «Ваша Високоповажносте», «Шановний пане Міністре», «Шановний пане Посол». Така форма звертання повинна настроювати того, хто отримує ноту, на доброзичливе ставлення до змісту ноти. Далі йде виклад суті питання, і текст, як правило, розпочинається словами «маю честь». В особистій ноті, що містить співчуття або протест слова «маю честь» пропускаються. Закінчується особиста нота компліментом (форма ввічливості), в якому автор засвідчує свою повагу:
|  | Прем'єр-міністру, Голові парламенту, Міністру закордонних справ чи Послу (якщо він має особистий ранг Посла) Прошу Вас, пане Прем'єр-міністр (пане Міністр, пане Посол) прийняти запевнення у моїй вельми високій (до Вас) повазі» або «Користуюся нагодою, щоб поновити Вашій Високоповажності запевнення... |

|  | Віце-прєм'єр-міністру, Заступнику міністра. Посланнику, Раднику-посланнику,Директору департаменту (якщо вони не мають особистого рангу Посла) Прошу Вас, пане Віце-прем'єр-міністр (пане Міністр... пане Директоре) прийняти запевнення у моїй високій повазі. (При цьому слід пам'ятати, що в багатьох країнах звернення з «віце» (Прем'єр-Міністр) не вживається, а пишеться: Прем'єр, Міністр). |

|  | Тимчасовому Повіреному у справах (в ранзі Посланника) Прошу Вас, пане Міністр, прийняти запевнення у моїй високій повазі. |

|  | Тимчасовому Повіреному у справах Прошу Вас, пане Тимчасовий Повірений у справах, прийняти запевнення в моїй глибокій повазі. |

Особисті ноти дипломатичних представництв окремих держав можуть закінчуватися й інакше, а саме: «З глибокою повагою», «З повагою», «Щиро Ваш». У ноті-відповіді у порядку взаємності доцільно вжити такі ж компліменти, бо зміна компліменту може бути розцінена адресатом як така, що має певне значення.
Під текстом особистої ноти ставиться особистий підпис особи, від імені якої направляється нота. Печатка, прізвище і посада особи, що підписує ноту, не обов'язкові.
Адреса пишеться в лівому нижньому кутку першої сторінки ноти незалежно від кількості сторінок. В адресі зазначається ранг особи, якій направляється нота:
|  | «Пану (прізвище) Надзвичайному і Повноважному Послу Сполучених Штатів Америки м. Київ |

В окремих випадках в залежності від місцевої практики і на основі взаємної поваги перед прізвищем особи, якій направляється нота, може вживатися титул:
|  | Його Високо поважності пану (прізвище) Надзвичайному і Повноважному Послу Королівства Швеція м. Київ. |

До речі, сам текст цієї ноти може коригуватися в залежності від стану відносин з країною посла, якому направляється нота.
Дипломатичне листування постійно розвивається і відходить від традиційних форм, що склалися історично. В нинішніх умовах динамічного світового розвитку, у спілкуванні глав держав та урядів, міністерств закордонних справ все більше утверджується практика обміну особистими листами, посланнями з найважливіших проблем світової політики. З формальної точки зору ці документи можна віднести до категорії особистих нот, але, зважаючи на високе положення як відправника, так і отримувача, а також на значення змісту цих документів, їх прийнято виділяти в окремий вид дипломатичного листування. В цих документах, як І в особистих нотах, витримуються протокольні норми — звернення і заключний комплімент, на приклад: «Вельмишановний пане Президент» і закінчення «З повагою» або «З глибокою повагою».
Найпоширенішим документом дипломатичного листування в сучасному світі є вербальні ноти, за допомогою яких міністерства закордонних справ і посольства ведуть між собою офіційний діалог. Раніше, за свідченням англійського дипломата Е. Сатоу, перевага надавалась особистим нотам, бо вербальна нота вважалась «досить сухою за тоном». (4)

### Вербальні ноти
Сьогодні ж вербальні ноти використовуються широко, особливо у двосторонніх відносинах. В них викладаються найрізноманітніші проблеми політичного, економічного, науково-технічного, гуманітарного характеру. Вербальними нотами здійснюються запити про візи, повідомляється про дорожньо-транспортні пригоди за участю співробітників посольств, доводиться до відома посольств інформація представницького (протокольного) характеру (про організацію поїздки дипломатів по країні, про запрошення дипломатів на найрізноманітніші заходи — з нагоди національних свят, Нового року, зустрічі з керівником держави тощо).
Вербальні ноти служать для оформлення домовленостей щодо зняття найрізноманітніших проблем двосторонніх відносин. Текст вербальних нот складається від третьої особи, друкується на нотному бланку, має вихідний номер і дату відправки; після тексту ноти ставиться печатка МЗС або дипломатичного представництва, нота не підписується. Надзвичайно важливо, щоб зображений на печатці герб мав правильне положення. Глави деяких дипломатичних представництв в кінці тексту вербальної ноти або на печатці ставлять свої ініціали. Хоча це і не є обов'язковим, проте в багатьох країнах ця практика розповсюджена і вважається бажанням надати документу особливої ваги. Вербальна нота розпочинається і закінчується компліментом із зазначенням повної назви відправника і адресата: «Міністерство закордонних справ України засвідчує свою повагу Міністерству закордонних справ, Посольству (Республіки Польща) і має честь повідомити…» і далі по тексту. Закінчується вербальна нота компліментом із скороченою назвою відправника і адресата: «Міністерство користується цією нагодою, щоб поновити Посольству запевнення в своїй глибокій повазі».
У деяких випадках, наприклад при повідомленні про дорожньо-транспортну пригоду з людськими жертвами слова «користується нагодою» опускаються і комплімент має таку форму: «Міністерство поновлює Посольству запевнення у своїй глибокій повазі».
Якщо вербальна нота міністерства є відповіддю на ноту посольства, то вона розпочинається так: «Міністерство закордонних справ України засвідчує свою повагу Посольству Республіки Болгарія у зв'язку з нотою Посольства № від (число, місяць, рік) має честь повідомити наступне…».
Комплімент в нотах може опускатися, якщо в ноті міститься протест у зв´язку з діями співробітників посольств чи держави, які трактуються як незаконна діяльність або грубе порушення норм поведінки. В такому випадку комплімент виглядав би недоречним і спотворював би характер ноти.
Комплімент не вживається в нотах про оголошення трауру в країні, в нотах з висловлюванням співчуття, а також за принципом взаємності, якщо в тій чи іншій країні компліменти в дипломатичній практиці не застосовуються.
Діапазон протокольних формул ввічливості надзвичайно широкий і з його допомогою можна підкреслити суворіший тон або більшу теплоту офіційного документа. Різні вирази, риторичні звертання, двозначні подяки, знаки наголосу, скорочення типу «т. з.», «т. п.», і «т. д.» в нотній практиці абсолютно неприпустимі. При складанні тексту ноти протесту треба завжди пам'ятати, що вона може бути відхиленою адресатом, а це, як правило, потягне за собою загострення конфлікту з далеко не визначеними наслідками.
В цілому ж при дипломатичному листуванні треба завжди пам'ятати просте і мудре загальнолюдське правило: «Ніщо не ціниться так дорого і не коштує так дешево, як ввічливість».

### Інші ноти
В дипломатичній практиці бувають випадки (останнім часом дуже рідко), коли направляється колективна нота представникам декількох держав. Сьогодні держави будують між собою відносини на двосторонній основі як рівноправні суверенні члени світового товариства, а тому колективна нота (дипкорпусу в цілому або групи посольств) може розглядатися як демарш, спроба здійснювати тиск, що не може не викликати адекватної реакції.
Щоб запобігти небажаним формам колективного демаршу використовується форма направлення ідентичних нот, в яких викладається практично однакова точка зору кількох держав на одну і ту ж проблему.
В сучасній дипломатії все більше практикується обмін нотами безпосередньо між урядами, що є свідченням зростаючої ролі зовнішньої політики, підвищення рівня відповідальності дипломатів за вирішення кардинальних проблем сучасного світу. В нотах такого характеру компліменти, як правило, не застосовуються і текст виглядає наступним чином: «Уряд України має честь заявити Урядові Турецької Республіки наступне…»
Всі ноти е офіційними документами не залежно від того, які питання в них викладаються. Будь-яка нота, що йде від імені уряду, потребує належної до себе уваги і відповіді від того, кому вона адресується.
Широко застосовуються також інші документи, що не потребують комплементарного оформлення. Це — пам'ятні записки і меморандуми

### Пам'ятна записка
Пам'ятна записка — дипломатичний документ, що передається особисто і метою якого є звернути увагу та підкреслити важливість зробленої під час бесіди заяви або переданого прохання. Він також переслідує мету — полегшити подальший розгляд питання, попередити можливість неправильного тлумачення чи розуміння бесіди або усної заяви. Пам'ятна записка складається в безособовій формі з вживанням безособових виразів типу: «піднімається прохання», «доводиться користуватися», «повідомляється» і т. ін., не містить в тексті жодного звернення чи компліменту.
Пам'ятні записки пишуться на звичайному папері без герба. Адреса і вихідний номер не проставляються; зазначаються лише місто і дата передачі: «м. Київ__________________ червня 20 _ _ року». Над текстом записки робиться надпис: «Пам'ятна записка». Пам'ятні записки направляються на прохання особи, з якою відбувається бесіда, або як нагадування про те чи інше питання.

### Меморандум
Меморандум — це документ, в якому розглядається фактична сторона того чи іншого питання, аналізуються його окремі найважливіші аспекти, викладається аргументація на захист своєї позиції або дискутується позиція протилежної сторони. Меморандум може бути додатком до особистої чи вербальної ноти або самостійним документом, що передається особисто чи надсилається кур´єром. Додаток меморандуму до ноти дає можливість скоротити текст ноти, а з другого боку дозволяє ґрунтовніше викласти проблему, яка є предметом нотного листування.
Меморандум як додаток до пошти друкується на нотному папері без герба, номер, печатка, місце і дата відправлення не проставляються. Меморандум, що вручається особисто, друкується на нотному бланку, але звернення і компліменту не має. Печатка і номер на ньому не проставляються, але зазначаються місце і дата відправлення.

### Приватний лист
Ще одним видом дипломатичного листування є приватний лист напівофіційного характеру. Він переважно адресується знайомим офіційним особам і пов´язаний з якоюсь особистою послугою або стосується питань, які є предметом офіційних переговорів або листування. Цим автор листа підкреслює свою особисту зацікавленість у вирішенні того чи іншого питання за допомогою особи, якій адресується лист.
Приватний лист напівофіційного характеру пишеться на спеціальному бланку (наприклад, бланку Міністерства закордонних справ, Посла) меншого формату, навіть на піваркуша, або на звичайному поштовому папері. Зворотний бік аркуша не використовується ніколи. Як правило, лист починається зі звернення «Шановний пане».
Заключний комплімент обов'язковий і залежить від різниці у службовому становищі автора і адресата, характеру їх відносин. В західних країнах звернення і заключний комплімент, а інколи і весь текст листа пишуться автором від руки, що надає йому підкреслено приватного характеру.
Номер на листі не вказується, а дата і особистий підпис — необхідні. У випадку, якщо лист пишеться на звичайному папері (не на бланку), то до підпису додається і назва офіційної посади автора.
Звання і повне прізвище адресата пишуться тільки на конверті.
Зразок приватного листа:
|  | Київ червня 20 року Шановний пане Посол, Повертаючись до нашої вчорашньої приємної бесіди, хочу ще раз подякувати Вам за люб'язне запрошення на концерт Національного симфонічного оркестру Вашої країни. Моя дружина і я отримали величезне задоволення від музики знаменитих класиків у віртуозному виконанні артистів оркестру. Проведений у Вас приємний вечір надовго залишиться у нашій пам'яті. Прийміть, пане Посол, запевнення у моїй глибокій до Вас повазі. (підпис) |

Крім названих вище традиційних документів дипломатичного листування в наш час все частіше використовуються і нові документи, до яких належать декларації, послання, заяви глав держав, урядів, міністрів закордонних справ, законодавчих органів держави з питань зовнішньої політики, а також телеграми. Як правило, на телеграму обов'язково дається відповідь. Приводом для направлення телеграм можуть бути національні свята і ювілейні дати, роковини знаменних подій, вступ на посаду глави держави і т. ін. Направлення телеграми у зв'язку з вступом на посаду глави держави -— це не тільки знак ввічливості, прийнятий в міжнародній практиці, але й показник рівня та характеру відносин між державами, привід для того, щоб ще раз продемонструвати бажання й надалі поглиблювати і розширювати співробітництво. Це ж стосується і листів — запрошень або подяк.
|  | ПРЕЗИДЕНТ УКРАЇНИ «____» травня 1998 року Вельмишановний Пане Президенте, Дорогий друже, Дозвольте висловити Вам слова щирої вдячності за теплий прийом, виявлений під час мого нещодавнього візиту до Республіки Польща. Переконаний, що наша спільна участь в Українсько-польському економічному форумі в Ряшеві зробила його небуденною подією в розвитку українсько-польських зносин. Хочу також подякувати Вам за надану можливість зустрітися на польській землі з Президентом Литви В. Адамкусом, що ще раз засвідчило Ваше устремління до становлення та консолідації дружніх взаємин між державами Центральної та Східної Європи. Сподіваюсь, що наша наступна зустріч наприкінці червня цього року у Харкові буде для мене не тільки доброю нагодою віддячити Вам за гостинність, але й продовжити наш дружній конструктивний міждержавний діалог та неформальне дружнє спілкування, що завжди є характерним для наших з Вами відносин. З глибокою повагою Леонід Кучма Його Високоповажності Пану Александру Квасневському Президентові Республіки Польща м. Варшава ПРЕЗИДЕНТ Республіки Польща Варшава, 23 лютого 1999 року Шановний Пане Президенте, Дорогий Друже, З великою радістю, від свого імені та своєї дружини запрошую Вас, Пане Президенте, разом з Вашою дружиною скласти офіційний візит у Польщу. Пропоную, аби відбувся цей візит в узгоджений нами у Варшаві термін, тобто 22—24 червня цього року. Деталі програми візиту будуть погоджені дипломатичними каналами. Одночасно прагну поінформувати Вас, Пане Президенте, що 25—26 червня цього року у Варшаві відбудеться щорічна зустріч у рамках Форуму Вертельсманна, організована ним разом з німецьким Фондом Бертельсманна і моєю Канцелярією. Ця зустріч, засідання якої проходитимуть у Президентському палаці, матиме девіз «Центрально-СхІдна Європа на шляху до Європейського Союзу». Впевнений, що ці питання повинні обговорюватись також в присутності України. Запрошую Вас, Пане Президенте, до участі в цій зустрічі та виступу в ході сесії, тематично присвяченої формуванню майбутнього Центрально-Східної Європи. До участі в переговорах Форуму Бертельсманна запрошені також президенти Литви, Німеччини, Болгарії, Румунії, Фінляндії, а також видатні діячі світової політики — такі, як Г. Кіссінджер, X. Солана, Й. Фішер, М, Олбрайт, Ж. Сантер. У випадку прийняття запрошення можливим є перенесення терміну Вашого візиту, Пане Президенте, на 23-25 червня. З виразом поваги і дружби Александр Квасневський Його Ексцеленції Пану Леоніду Кучмі Президентові України м. Київ В дипломатичній практиці досить часто використовується такий вид документа, як Заява Міністерства закордонних справ тієї чи іншої країни, де дається оцінка певних подій, ставлення до них з боку МЗС, що часто може розглядатись як позиція глави держави або уряду. Практикується також публікація заяви Прес-служби МЗС. |

Зразки заяв МЗС України
|  | ЗАЯВА ПРЕС-ЦЕНТРУ МЗС УКРАЇНИ У черговий раз увагу світової спільноти прикуто до південноазіатського регіону, 27 травня 1999 року неподалік Індійсько-пакистанського кордону збройними силами Пакистану були збиті два індійські літаки. В Україні з глибокою стурбованістю сприйнято звістку про цей інцидент. Такий розвиток подій викликає занепокоєння, оскільки може мати непередбачувані наслідки. Ми закликаємо Індію і Пакистан виявляти стриманість і зваженість, утримуватися від поспішних необачних кроків, що можуть спричинити подальшу ескалацію напруженості в регіоні. За цих умов особливої актуальності набуває необхідність докорінного перегляду позиції Індії і Пакистану щодо розвитку ракетних і військових ядерних програм. В Україні переконані, що беззастережне дотримання обома країнами вимог Резолюції № 1172 Ради Безпеки ООН, продовження відкритого і конструктивного діалогу, розпочатого в Лахорі, та активний пошук додаткових заходів з метою розбудови довір´я і стабільності в регіоні відповідатимуть інтересам міжнародного миру і безпеки. Існуючі між Індією і Пакистаном спірні питання мають вирішуватися виключно політичним шляхом. Україна, як головуюча країна в Спеціальній міжнародній групі з проблем ядерних випробувань в Південній Азії, готова активно сприяти досягненню цієї благородної мети. ЗАЯВА МЗС УКРАЇНИ Україна підтверджує відданість курсу на європейську інтеграцію, невід´ємною складовою якого є подальший розвиток і удосконалення демократичних інститутів, приведення їх у відповідність із загальноєвропейськими нормами і стандартами. Важливим етапом на цьому шляху має стати Всеукраїнський референдум 16 квітня цього року. В Україні із задоволенням відзначили відповідні заяви Голови Комітету Міністрів Ради Європи та ЄС, а також висновок Венеціанської комісії, в яких дана позитивна оцінка рішенню Конституційного Суду України, а також наступним діям Президента України. Дисонансом на цьому фоні пролунало обговорення на Парламентській Асамблеї РЄ питання про інституційні реформи в Україні. Дискусія фактично звелася до обговорення проекту так званої «рекомендації», який раніше був підготовлений моніторинговим Комітетом ПАРЄ. МЗС України вважає, що ухвалений за результатами обговорення документ не відображає реальної ситуації в Україні і є зневагою до Конституції, Конституційного Суду та законодавства України, до всіх гілок влади. Абсолютно неприпустимим є заклик до Президента України відкласти проведення референдуму в Україні, а відтак — порушити Конституцію України та рішення Конституційного Суду. Рішення ПАРЄ не враховує основні принципи демократії, відповідно до яких носієм суверенітету, єдиним джерелом влади є народ, воно ставить під сумнів право народу України визначати і змінювати свій конституційний лад. Водночас звертає на себе увагу упереджене і вибіркове використання висновку Венеціанської комісії, якій самою Парламентською Асамблеєю було доручено провести ретельну юридичну експертизу рішень державних органів України щодо Всеукраїнського референдуму. Україна не вважає зазначені дії ПАРЄ щодо повноправного члена організації конструктивними. ПАРЄ не висловлює думку Ради Європи в цілому і тим більше всього Європейського співтовариства, до якого належить Україна. Незважаючи на ухвалення так званої «рекомендації» ПАРЄ, Україна як повноправний член Ради Європи І надалі плідно співпрацюватиме з усіма її органами з метою подальшого утвердження демократії та прав людини як у нашій державі, так І в Європі в цілому. |

ЗАЯВА ПРЕС-СЛУЖБИ
МЗС УКРАЇНИ
|  | 24 лютого цього року Агентством «Рейтер» була розповсюджена інформація щодо висловлювань заступника міністра закордонних справ Великої Британії П. Хейна, в яких міститься звинувачення на адресу України в незаконному постачанні зброї до деяких країн Африканського континенту. У зв'язку з цим 26 лютого цього року до МЗС було запрошено Посла Великої Британії в Україну Р. Сміта та висловлено прохання офіційно підтвердити або спростувати зазначене повідомлення. 29 лютого цього року під час зустрічі в МЗС з Першим заступником міністра О. О. Чалим Посол повідомив, що пан Хейн не мав наміру звинувачувати Уряд України у порушенні діючих санкцій щодо постачання зброї до африканських країн. На прес-конференції, яка передувала інтерв'ю у «Рейтер», пан Хейн дав чітко зрозуміти, що він не підозрює Уряд України в участі у нелегальній торгівлі зброєю. Під час зустрічі 16 грудня 1999 року Міністр закордонних справ Великої Британії також запевнив у цьому Міністра закордонних справ України Б. І. Тарасюка. Під час бесіди було також домовлено, що в рамках запланованих на 15—16 березня цього року українсько-британських консультацій з питань експортного контролю сторони всебічно обговорять проблеми незаконного постачання озброєнь та військової техніки в країни Африки. |

До дипломатичних документів відносяться заяви і виступи представників держави на міжнародних конференціях і в міжнародних організаціях (ООН, ОБОЄ, ПАРЄ); їх відповіді на звернення або запитання представників громадських організацій чи окремих осіб; відповіді на запитання кореспондентів І ЗМІ по найактуальніших проблемах зовнішньої політики, виступи на дипломатичних прийомах. Ці виступи, як правило, наповнені великим політичним змістом і стосуються не тільки двосторонніх відносин, але й глобальних міжнародних проблем.

### Комюніке
Особливе місце серед дипломатичних документів належить комюніке.
Комюніке — це офіційне повідомлення про результати переговорів, яке може бути коротким — у вигляді повідомлення або більш широким з викладенням змісту переговорів чи досягнутих угод та їх публікацією. Комюніке відрізняється від усіх інших дипломатичних документів перш за все тим, що це документ двосторонніх або багатосторонніх переговорів і він також в обов'язковому порядку узгоджується сторонами і за своїм характером відноситься до міжнародно-правових документів.

### Загальні документи
Говорячи про документи дипломатичного листування, не можна не назвати документів, що виходять з вищих законодавчих органів держави. Це — звернення до парламентів інших держав, наприклад, з питань ядерної безпеки, роззброєння, попередження конфліктів і т. ін., а також спільні комюніке за наслідками візитів і переговорів парламентарів. Всі вищезазначені документи дипломатичного листування є офіційними документами. Для кожного окремого випадку дипломатичної практики важливо правильно підібрати вид документа, в першу чергу враховуючи його зміст. Слід також завжди пам'ятати, що на особисту ноту прийнято відповідати особистою нотою, на пам'ятну записку направляють пам'ятну записку і т. д.
Для кожного дипломатичного документа надзвичайно важливим є зміст і форма. Тому заслуговує на увагу техніка складання дипломатичного документа, яка вимагає безумовного врахування багатьох факторів. Важливо визначити, на що звернути особливу увагу, а що взагалі опустити в дипломатичному документі, яким аргументам надати перевагу, враховуючи при цьому контраргументи партнера. Складання дипломатичних документів вимагає великих і ґрунтовних професійних знань та значного дипломатичного досвіду.